# Jacob Smith
John Jacob Charles William Smith, född 21 januari 1990 i Salinas, Kalifornien, är en amerikansk skådespelare. Han började sin karriär som barn då han hade mindre roller i populära TV-serier ända tills han fick rollen som Owen Salinger i TV-serien Ensamma hemma där han kom till att ha denna roll i två år fram tills serien lades ner. Efter detta så fortsatte han med att synas i Disneyfilmen Phantom of the Megaplex och senare så spelade han även rollen som Jake Baker i filmerna Fullt hus och Fullt hus igen.